# Maluma
Juan Luis Londoño Arias (Medellín, 28 de enero de 1994), conocido artísticamente como Maluma, es un cantante y compositor colombiano. Saltó a la fama en su país natal en 2011, gracias a los sencillos «Farandulera», «Obsesión», y «La temperatura»; y con «Carnaval» (2014), en el resto de América Latina. Su álbum debut Magia (2012) tuvo éxito comercial en Colombia, y un año después fue nominado al Grammy Latino como mejor artista nuevo.
En 2015 lanzó su segundo álbum de estudio, Pretty Boy, Dirty Boy, el que ingresó en el número 1 del listado Top Latin Albums de Billboard, y consta de los sencillos «Borró cassette», «El perdedor» y «Sin contrato». En 2014 y 2015 fungió como juez y entrenador en La voz kids y en octubre de 2015 salió al mercado su primera línea de ropa.
En febrero de 2016, participó en la ceremonia de los Premios Lo Nuestro de la cadena estadounidense Univisión, una de sus más importantes presentaciones en directo, donde junto a J Balvin interpretó la canción «Pa' Mayté» en homenaje al también colombiano Carlos Vives y también el sencillo «Desde esa noche», en el que colabora junto a la cantante mexicana Thalía. Luego del éxito del sencillo y la presentación en vivo, comenzó a ser considerado por los críticos especializados como uno de los artistas de «música urbana de mayor impacto» en Latinoamérica.
El artista fundo su propia compañía discográfica Royalty Récords.
Es uno de los artistas latinos con más ingresos en giras de todos los tiempos según Billboard.

## Biografía

### Infancia e inicios artísticos
Juan Luis Londoño Arias nació el 28 de enero de 1994 en la ciudad colombiana de Medellín, hijo de Marlli Arias y Luis Londoño; tiene una hermana mayor llamada Manuela, que estudió psicología y filosofía. Con la primera sílaba de los nombres de los tres compuso su nombre artístico.
En su infancia temprana, era un aficionado al fútbol, deporte que practicó por ocho años seguidos. Integró las divisiones inferiores en los equipos Atlético Nacional y Equidad Club Deportivo. Asimismo participó en torneos de voleibol, pingpong, ajedrez, entre otros. Por otro lado, también tenía una pasión por la música, que mostró tanto en su casa como en la escuela y a su mejor amiga Camila Andriuolo que después de un tiempo fue su novia durante años. Estudió en el colegio Hontanares en El Retiro, y solía escribir cartas a encargo para las novias de sus compañeros de clases. En el décimo grado participó en un concurso de canto y obtuvo el primer lugar de la competencia con el tema «Tengo ganas» de Andrés Cepeda, y en diciembre de ese mismo año protagonizó una obra de teatro.

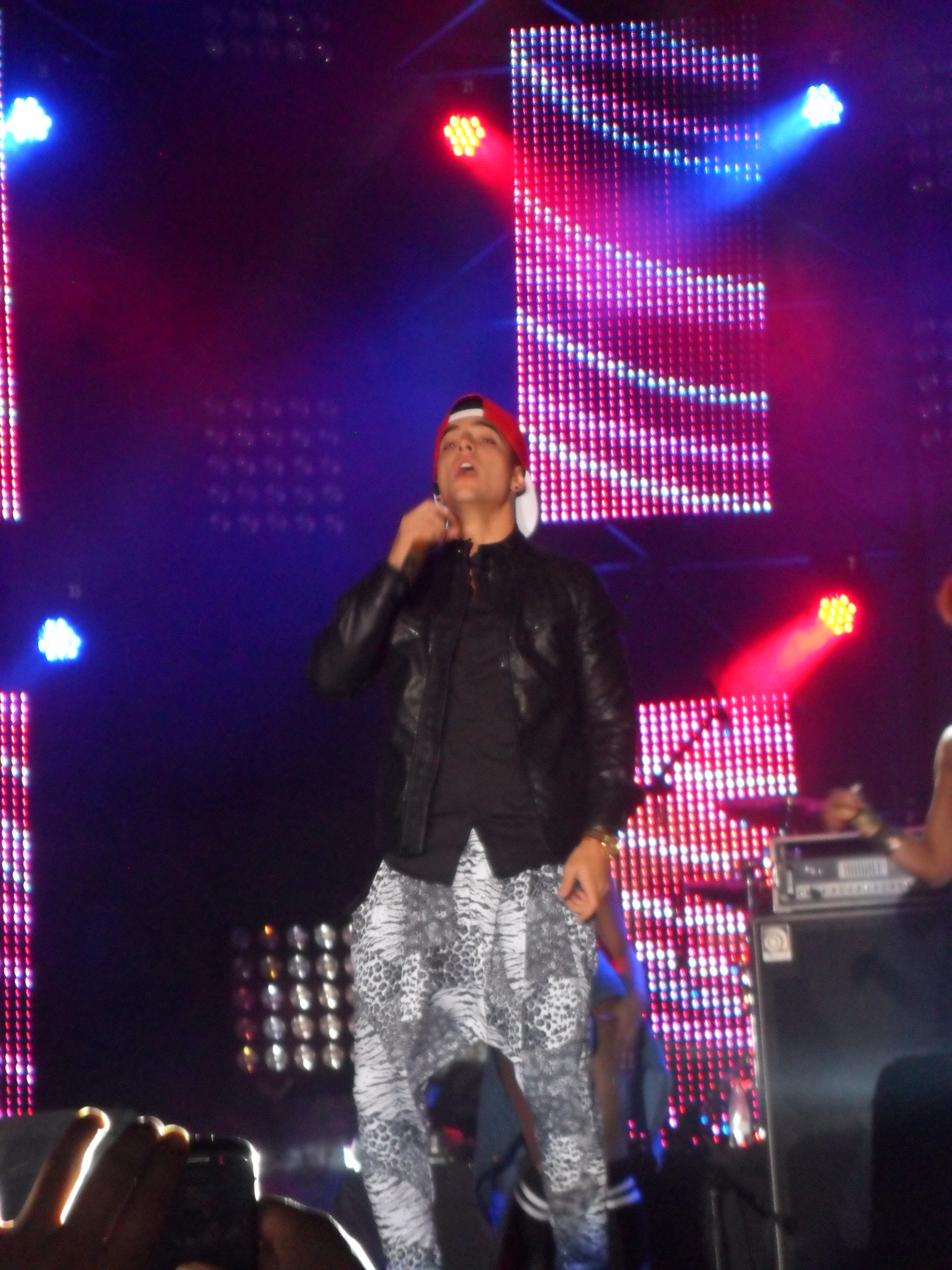
Maluma en Bogotá a finales de 2015.

Con quince años compuso con un allegado una canción titulada «No quiero» y un año después Juan Parra, su tío, le ofreció como regalo de cumpleaños grabar la canción en un estudio. Inicialmente, no tenía intenciones de enfocarse en la música; «sin embargo, sorprendió a un grupo de productores que terminaron por ofrecerle grabar un disco, no sin antes advertirle que necesitaba un nombre más sonoro, fácil de recordar y bien recibido en el círculo del género urbano». Así, adoptó el nombre artístico de Maluma, que es una combinación de las dos primeras letras del nombre de su madre Marlli, su padre Luis y su hermana Manuela. Según el mismo artista: «Es un homenaje a ellos porque los amo y son el motor de mi carrera».
Sobre su decisión de ser músico, sostiene que fue muy difícil elegir entre el fútbol y la música, ya que ambas actividades lo apasionan. Su padre, en un principio se opuso a la idea del cantante, alegando que había dedicado mucho tiempo al fútbol y también porque deseaba que fuera un futbolista exitoso y no un cantante de reguetón; pero luego lo apoyó en su decisión. En 2010, con dieciséis años, comenzó a recibir instrucción vocal, y cursando el último año de bachillerato, decidió lanzarse definitivamente al estrellato.

### Ascenso a la fama
En 2010, debutó con la canción «Pierde el control», siendo esta su primera interpretación musical.[cita requerida] En enero de 2011, todavía sin firmar un contrato discográfico, publicó el sencillo, «Farandulera», que supuso su salto a la fama en su país natal. Gracias a la popularidad de la canción en la radio e internet, captó la atención de Sony Music, y a mediados de 2011, firmó un acuerdo de grabación con el sello. Posteriormente, lanzó los sencillos «Loco», «Obsesión», «Pasarla bien» y «Miss Independent», que también tuvieron una alta difusión a través de radio en Colombia y varios países de América Latina. El recibimiento comercial de su álbum debut, Magia, que publicó a inicios de agosto de 2012, fue favorable, al ser certificado oro en Colombia por ventas que superaban las diez mil copias.
En 2012 fue reclutado por una semana para el programa de telerrealidad peruano Combate, como estrategia para conseguir audiencia internacional.
Su siguiente sencillo, «La temperatura», lanzado en 2013, tuvo una amplia popularidad en Latinoamérica, y también en Estados Unidos, al entrar en las primeras cuarenta posiciones en varias listas musicales de la revista Billboard, y le valió una nominación al Grammy Latino en 2013 en la categoría mejor nuevo artista. En dicha ceremonia de premiación, interpretó «La temperatura». Por otro lado, fue candidato al galardón mejor artista latinoamericano centro en los MTV Europe Music Awards 2013, y a mejor nuevo artista del año en los Premios Nuestra Tierra 2012.

### Pretty Boy, Dirty Boy

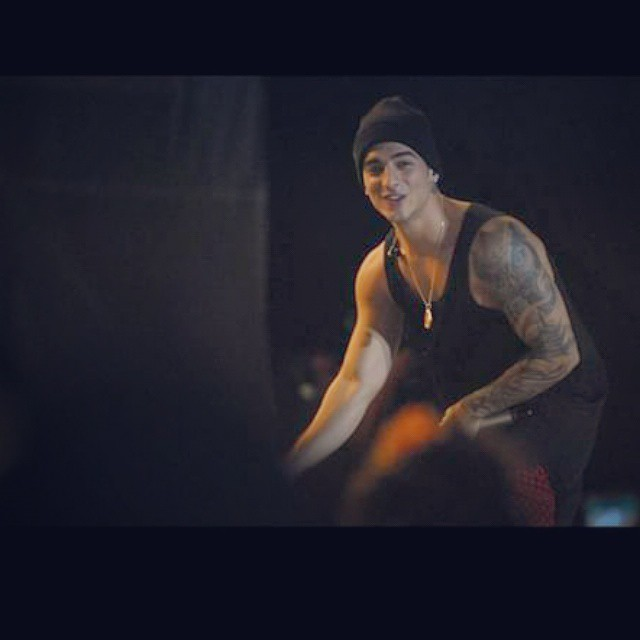
Maluma en Puerto Cabello, Venezuela, febrero de 2015.

En 2014, publicó los sencillos «Addicted», «La curiosidad» y «Carnaval», de los cuales el segundo tuvo éxito en Latinoamérica al entrar en las primeras cuarenta posiciones del listado de popularidad Latin Pop Song, y en las cincuenta en la lista Hot Latin Songs, y Latin Airplay de Billboard, respectivamente. Además, participó como vocalista en varias canciones, entre ellas «Olé Brazil», de Elvis Crespo, que entró en el puesto número 1 de la lista Tropical Songs, e ingresó en las primeras cuarenta principales del Latin Airplay, de Billboard, y «Te viví», de Jorge Villamizar, que también alcanzó las primeras cuarenta mejores posiciones del Latin Airplay.
En junio del mismo año, inició una gira musical por América, visitando países como Bolivia, Canadá, Colombia, Estados Unidos, Ecuador y Venezuela, y un mes después realizó una puesta en escena en la ceremonia de los Premios Juventud 2014 con «La temperatura», y se anunció como jurado y entrenador en el concurso de talento La voz kids de Caracol Televisión. Ivanna, del grupo en el que actuaba como mentor, ganó el concurso con un 44.1 % los votos. En agosto, hizo se estrenó como presentador en la primera edición de los premios de Kids' Choice Awards Colombia 2014, de Nickelodeon Latinoamérica, y en octubre, generó controversia en Venezuela al colocar al revés la bandera del país en un espectáculo que llevó a cabo en el Fórum de Valencia. En 2014, fue elogiado como uno de los diez hombres más sexis del año por la revista People en español.

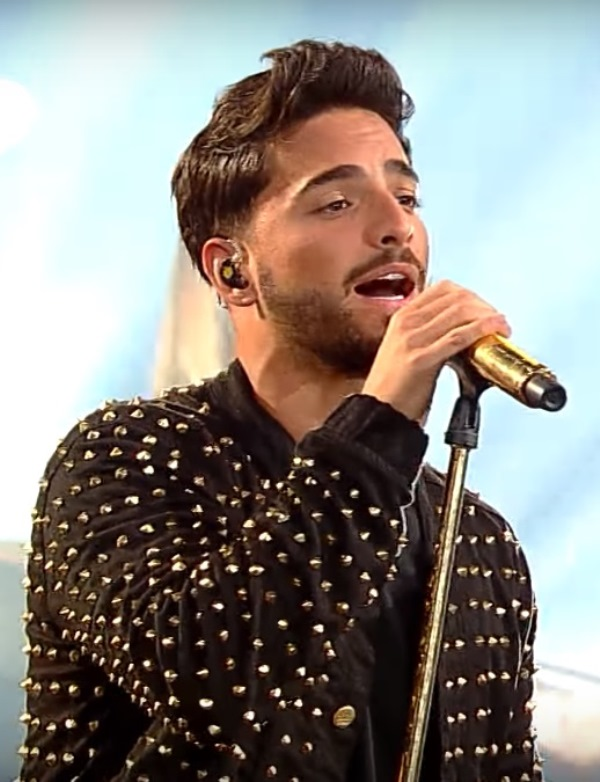
Maluma en el Festival de Viña del Mar en Chile.

A principios de enero de 2015, publicó PB.DB. The Mixtape, una recopilación de sus grandes éxitos, en los mercados musicales de Colombia, que vendió más de cien mil ejemplares, por lo que recibió la certificación de diamante, el mayor reconocimiento de ventas que entrega el organismo encargado de monitorear las ventas discográficas en dicho país, y pasó a ser el primer artista de género urbano que recibió esta certificación. En abril de 2015, lanzó «El tiki», y tuvo popularidad al entrar en las primeras cincuenta posiciones de la lista musical Latin Digital Songs, de Billboard, y fue candidata al Grammy Latino como mejor interpretación urbana. En junio, publicó el segundo «Borro cassette», compuesto por el mismo intérprete y Bull Nene, que tuvo notoriedad en varios países de América al ingresar en el puesto 3 del Hot Latin Songs, por lo que se convirtió en la primera canción del artista que entró en las primeras diez posiciones de la lista principal de canciones latinas. «Borro cassette» también obtuvo posiciones favorables en varias listas de Billboard, como el puesto número 1 en los ránquines Latin Airplay Tropical Songs, Latin Pop Songs, y la 23 en la Latin Digital Songs, respectivamente. El artista la estrenó el tema en los Premios Juventud de 2015. A mediados de agosto, actuó en un concierto de Carlos Vives en Bogotá, y en septiembre, empezó a emitirse el programa de talento La voz kids, para el que fungió como juez y entrenador por segunda vez. A principios de octubre, realizó una presentación musical en la primera edición de los Latin American Music Awards 2015, ceremonia de premiación en la que optó al galardón nuevo artista del año.
A finales de octubre de 2015, lanzó su primera línea de ropa urbana a través la compañía de venta por catálogo Amelissa, y publicó su segundo álbum de estudio, Pretty Boy, Dirty Boy, que tuvo notoriedad en varios países sudamericanos al situarse en las primeras posiciones de las listas de los álbumes más descargados de iTunes, y a su vez fue tendencia mundial en la red social Twitter, siendo el primer artista colombiano que logró dicha hazaña. Pretty Boy, Dirty Boy entró en la posición 1 de la lista principal de álbumes latina de Billboard por 3000 unidades vendidas, por lo que se convirtió en su primer disco que obtuvo la primera posición y el primer álbum de un artista urbano de origen colombiano que ingresó en la número de referido ranking de popularidad musical, respectivamente. Para promocionar el álbum, se embarcó en una gira de conciertos por Colombia a finales de 2015, que continuó en 2016 por otros países de Latinoamérica, incluyendo Argentina, México, Nicaragua, Venezuela, y República Dominicana, y debutó en Europa, con múltiples espectáculos musicales por diferentes ciudades de España.
A finales de enero de 2016, Thalía publicó el sencillo «Desde esa noche», que cuenta con la participación vocal de Maluma, y tuvo popularidad en América Latina y los Estados Unidos, al entrar en la posición 16 de la lista Hot Latin Songs. En febrero, publicó «El perdedor» como el tercer sencillo de su segundo álbum, y una remezcla del tema con la participación de Yandel, se convirtió en un éxito en las listas de música latina de Billboard, entrando a las primeras cinco posiciones del Top Latin Songs, y pasó a ser su segundo tema que ingresó en la número 1 del Latin Airplay Chart, después de «Borró cassette». Su videoclip, basado en el racismo que sufren los latinos en Estados Unidos, se hizo viral en YouTube. Para los premios Billboard de la Música Latina, fue nominado al galardón artista nuevo del año, en los Billboard Music Awards 2016, optó a la mejor canción latina por «Borró cassette» y en los Latin American Music Awards 2016, en las categorías canción favorita de música urbana por «Borró cassette» y colaboración favorita por «El perdedor» con Yandel, respectivamente. Por otra parte, en los MTV European Music Awards 2016 fue galardonado como el mejor artista latinoamericano centro.
A finales de 2016 incursionó en el género trap con la canción «Cuatro babys» en colaboración con Noriel, Bryant Myers y Juhn, la cual fue criticada por su letra con un contenido machista. Sin embargo, la canción tuvo un crecimiento muy rápido en las redes sociales, superando las cien millones de reproducciones en YouTube en un mes. Tiempo después lanzó su segundo sencillo en este género titulado «Un polvo» en colaboración con Arcángel, De La Ghetto, Bad Bunny y Ñengo Flow, siendo tendencia en 2016, ya que fue galardonado por ser uno de los artistas latinos más famosos internacionalmente, destacado por ser el compositor que sacó más canciones a lo largo de ese año.
A fines de ese mismo año, fue confirmado como artista y jurado para el Festival de Viña del Mar 2017 (Chile), en las mismas fechas en las que lanzó «Chantaje», uno de sus sencillos más exitosos, en el que colaboró como invitado junto a la cantante colombiana Shakira. En marzo de 2017 participa como entrenador en La voz kids México donde fue ganador junto a su participante Eduardo Barba. Para finales de ese mismo año vuelve pero a la versión adultos de La voz México.
En marzo de 2018, fue convocado para interpretar la versión en español de la canción «Colors», el himno para la Copa Mundial de Fútbol de Rusia presentado por Coca-Cola. Estaba planeado que ambos artistas participarían de la ceremonia de inauguración del evento deportivo, donde interpretarían la canción, el 14 de junio en el estadio de Luzhniki, en Moscú, pero finalmente no participaron de la misma. En octubre de ese año vuelve una segunda vez a La voz México donde compartió jurado con Anitta, Natalia Jiménez y Carlos Rivera.

## Estilo musical e imagen pública
Es un artista que, en sus obras musicales, generalmente mezcla el reguetón con otros géneros urbanos. Su estilo musical ha sido influenciado por el cantante estadounidense Justin Timberlake, a quien considera una de sus mayores inspiraciones desde muy joven. Asimismo, ha sido influenciado por Chris Brown, Jay Z, Daddy Yankee y Wisin & Yandel. A través de su música también ha realizado activismo social, como el videoclip de «El perdedor» con el que mostró su descontento por «el racismo que sufren los latinos en Estados Unidos», y ha declarado públicamente su apoyo a la comunidad LGBT.
También, ha tenido una influencia notoria en el público latino desde sus comienzos musicales a principios de la década de 2010, siendo el artista latinoamericano con más seguidores en Instagram. De igual manera, es popular en otras redes redes sociales como Facebook, donde es seguido por más de veinte millones de usuarios, y en Twitter por más de dos millones.
En 2016 se provocó una polémica acerca de su canción «Cuatro babys» que fue criticada por ser machista y misógina.

## Discografía
Álbumes de estudio
- 2012: Magia
- 2015: Pretty Boy, Dirty Boy
- 2018: F.A.M.E.
- 2019: 11:11
- 2020: Papi Juancho
- 2023: Don Juan

Extended plays
- 2021: 7DJ (7 días en Jamaica)
- 2022: The Love & Sex Tape
- 2024: 1 of 1 (junto a Blessd)

Mixtapes
- 2015: PB.DB. The Mixtape

## Filmografía
| Año          | Nombre                                               | Papel          | Notas                                                         | Ref.             |
| Televisión   | Televisión                                           | Televisión     | Televisión                                                    | Televisión       |
| ------------ | ---------------------------------------------------- | -------------- | ------------------------------------------------------------- | ---------------- |
| 2011         | Combate                                              | Él mismo       | Competidor                                                    |                  |
| 2014         | La voz Kids Colombia                                 | Él mismo       | Entrenador y juez                                             | [ 91 ]           |
| 2014         | Kids' Choice Awards Colombia 2014                    | Él mismo       | Presentador principal                                         | [ 92 ]           |
| 2015         | La voz Kids Colombia                                 | Él mismo       | Entrenador y juez                                             |                  |
| 2015         | Sábado gigante                                       | Él mismo       | Invitado                                                      |                  |
| 2016         | Despertar contigo                                    | Él mismo       | Estrella invitada                                             |                  |
| 2017         | Festival Internacional de la Canción de Viña del Mar | Él mismo       | Invitado                                                      |                  |
| 2017         | La voz Kids (México)                                 | Él mismo       | Entrenador y juez/(Coach)                                     |                  |
| 2017         | La voz México                                        | Él mismo       | Entrenador y juez/(Coach)                                     |                  |
| 2018         | La voz México                                        | Él mismo       | Entrenador y juez/(Coach)                                     |                  |
| Documentales |                                                      |                |                                                               |                  |
| 2019         | Lo que era, lo que soy, lo que seré                  | Él mismo       | Documental sobre su carrera                                   | [cita requerida] |
| Cine         |                                                      |                |                                                               |                  |
| 2021         | Encanto                                              | Mariano Guzman | Papel de voz en inglés y doblaje al español de Hispanoamérica | [ 93 ]           |
| 2022         | Cásate conmigo                                       | Bastian        |                                                               | [ 94 ]           |

## Giras
- Pretty Boy, Dirty Boy World Tour (2015-2016)
- Maluma World Tour 2017 (2017)
- F.A.M.E. Tour (2018)
- 11:11 Maluma World Tour (2019-2020)
- Papi Juancho Tour (2021-2022)
- Don Juan World Tour (2023-2024)
- +Pretty +Dirty World Tour (2025)